# 康明才
康明才（1923年—），男，山东枣庄人，中华人民共和国军事人物，曾任南京军区副参谋长，浙江省军区司令员，第六届全国人大代表。